# Hàng hóa và dịch vụ
Hàng hóa là những vật phẩm hữu hình, như bút, muối, táo và mũ.  Dịch vụ là các hoạt động được cung cấp bởi những người khác, bao gồm bác sĩ, nhân viên chăm sóc cỏ, nha sĩ, thợ cắt tóc, bồi bàn hoặc máy chủ trực tuyến.  Được kết hợp với nhau, đó là sản xuất, phân phối và tiêu thụ hàng hóa và dịch vụ làm nền tảng cho tất cả các hoạt động kinh tế và thương mại.  Theo lý thuyết kinh tế, tiêu thụ hàng hóa và dịch vụ được coi là cung cấp tiện ích (sự hài lòng) cho người tiêu dùng hoặc người dùng cuối, mặc dù các doanh nghiệp cũng tiêu thụ hàng hóa và dịch vụ trong quá trình sản xuất hàng hóa và dịch vụ khác.

## Lịch sử
Các nhà kinh tế học vật lý phân loại sản xuất thành lao động sản xuất và lao động không sản xuất. Adam Smith đã mở rộng suy nghĩ này bằng cách lập luận rằng bất kỳ hoạt động kinh tế nào liên quan trực tiếp đến sản phẩm vật chất (hàng hóa) đều có hiệu quả và những hoạt động liên quan đến sản xuất phi vật chất (dịch vụ) là không hiệu quả. Sự nhấn mạnh vào sản xuất vật chất này đã được David Ricardo, Thomas Robert Malthus và John Stuart Mill điều chỉnh, và ảnh hưởng đến kinh tế học Marx sau này. Các nhà kinh tế khác, chủ yếu là người Ý, thế kỷ 18 cho rằng tất cả hàng hóa và dịch vụ mong muốn đều có hiệu quả.

## Các dịch vụ liên tục hàng hóa

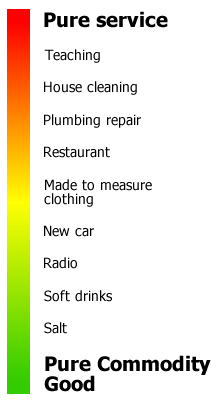
Tính liên tục dịch vụ-hàng hóa

Việc phân chia hàng tiêu dùng thành các dịch vụ là một sự đơn giản hóa: đây không phải là các danh mục riêng biệt.  Hầu hết các nhà lý thuyết kinh doanh nhìn thấy một sự liên tục với dịch vụ thuần túy tại một điểm cuối và hàng hóa hữu hình thuần túy ở điểm khác.  Hầu hết các sản phẩm rơi vào giữa hai thái cực.  Ví dụ, một nhà hàng cung cấp hàng hóa vật lý (thực phẩm chế biến sẵn), nhưng cũng cung cấp các dịch vụ dưới dạng môi trường xung quanh, thiết lập và dọn dẹp bàn, v.v.  Mặc dù một số tiện ích, chẳng hạn như nhà cung cấp dịch vụ điện và truyền thông, độc quyền cung cấp dịch vụ, các tiện ích khác cung cấp hàng hóa vật chất, chẳng hạn như tiện ích nước.  Đối với các mục đích hợp đồng khu vực công, cung cấp điện được xác định trong số các hàng hóa thay vì các dịch vụ trong Liên minh châu Âu, trong khi theo quy định mua sắm liên bang của Hoa Kỳ, nó được coi là một dịch vụ.
Hàng hóa thường có cấu trúc và có thể được chuyển ngay lập tức trong khi các dịch vụ được giao trong một khoảng thời gian.  Hàng hóa có thể được trả lại trong khi một dịch vụ một khi không thể giao.  Hàng hóa không phải lúc nào cũng hữu hình và có thể là ảo, ví dụ như một cuốn sách có thể là giấy hoặc điện tử.
Lý thuyết tiếp thị sử dụng tính liên tục của hàng hóa dịch vụ như một khái niệm quan trọng , cho phép các nhà tiếp thị thấy được thành phần hàng hóa / dịch vụ tương đối của tổng sản phẩm '.
Theo nghĩa hẹp hơn, dịch vụ đề cập đến chất lượng dịch vụ khách hàng: sự phù hợp được đo lường của hỗ trợ và hỗ trợ được cung cấp cho khách hàng.  Việc sử dụng cụ thể này xảy ra thường xuyên trong bán lẻ.

## Hàng hóa và dịch vụ trong luật pháp quốc tế
Sự khác biệt được thực hiện giữa hàng hóa và dịch vụ trong bối cảnh tự do hóa thương mại quốc tế.  Ví dụ: Hiệp định chung về thuế quan và thương mại (GATT) của Tổ chức thương mại thế giới bao gồm thương mại hàng hóa quốc tế  và Hiệp định chung về thương mại dịch vụ (GATS) bao gồm lĩnh vực dịch vụ.